# Maldición del conocimiento
La maldición del conocimiento es un sesgo cognitivo que se produce cuando un individuo, en comunicación con otras personas, sin saberlo, supone que los otros tienen los antecedentes necesarios para entender lo que dice. Por ejemplo, en un aula de clases, los profesores tienen dificultades para la enseñanza de los principiantes debido a que no pueden ponerse en el lugar del estudiante. Un brillante profesor, ya no recuerda las dificultades que un joven estudiante encuentra en el aprendizaje de un nuevo tema. Esta maldición del conocimientos también explica el peligro que hay detrás de pensar acerca del aprendizaje del estudiante basándose en lo que parece mejor a los miembros de la facultad, en contraposición a lo que se ha verificado con los propios estudiantes.

## Historia del concepto
El término "maldición del conocimiento" fue acuñado en el Journal of Political Economy por los economistas Colin Camerer, George Loewenstein y Martin Weber. El objetivo de su investigación era contrarrestar las "suposiciones convencionales en los análisis económicos de información asimétrica en el sentido de que los agentes mejor informados pueden anticipar con precisión el juicio de los agentes menos informados".
Tal investigación se basó en el trabajo de Baruch Fischhoff en 1975 en torno al sesgo de retrospectiva, un sesgo cognitivo que al conocer el resultado de un determinado evento hace que parezca más predecible de lo que realmente pudo ser. La investigación realizada por Fischhoff reveló que los participantes no sabían que su conocimiento del resultado afectaba sus respuestas y, si lo supieran, aún no podían ignorar o vencer los efectos del sesgo. Los participantes del estudio no pudieron reconstruir con éxito sus estados previos y menos informados, lo que se relaciona directamente con la maldición del conocimiento. Fischhoff teorizó que esta pobre reconstrucción se debía a que el participante estaba "anclado en el estado mental retrospectivo creado al recibir el conocimiento". Esta influencia del conocimiento retorna a la idea de la maldición propuesta por Camerer, Loewenstein y Weber: una persona conocedora no puede reconstruir con precisión lo que una persona, sea ella misma o alguien más, sin el conocimiento pensaría, o cómo actuaría. En su artículo, Fischhoff cuestiona el hecho de que no empatiza con nosotros mismos en estados menos conocedores, y señala que la capacidad de las personas para reconstruir las percepciones de otros menos informados es una cuestión crucial para los historiadores y "todo entendimiento humano".

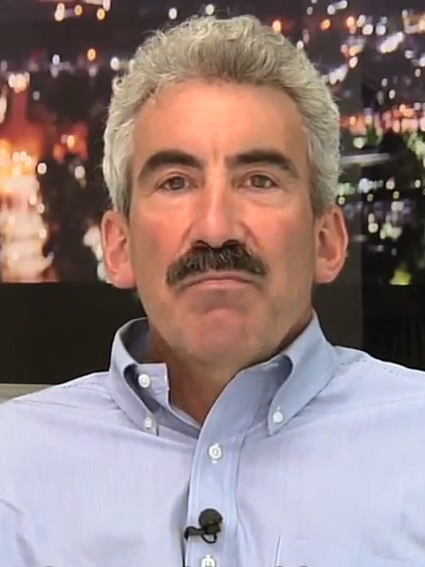
El economista George Loewenstein en una entrevista en 2012.

Esta investigación llevó a los economistas Camerer, Loewenstein y Weber a enfocarse en las implicaciones económicas del concepto y cuestionar si la maldición perjudica la asignación de recursos en un entorno económico. La idea de que las partes mejor informadas pueden sufrir pérdidas en un trato o intercambio fue vista como algo importante para llevar a la esfera de la teoría económica. La mayoría de los análisis teóricos de situaciones en las que una de las partes sabía menos que la otra se centraban en cómo la parte menos informada intentaba obtener más información para minimizar la asimetría de la información. Sin embargo, en estos análisis, existe la suposición de que las partes mejor informadas pueden explotar de manera óptima su asimetría de información cuando, de hecho, no pueden. Las personas no pueden utilizar su mejor información adicional, incluso cuando deberían en una situación de negociación.
Por ejemplo, si dos personas están negociando sobre dividir dinero o provisiones, una parte puede saber el tamaño de la cantidad a divididir mientras que la otra no. Sin embargo, para aprovechar plenamente su ventaja, la parte informada debe hacer la misma oferta independientemente de la cantidad de material que se dividirá. Pero las partes informadas en realidad ofrecen más cuando la cantidad a dividir es mayor. Las partes informadas no pueden ignorar su mejor información, incluso cuando deberían.

## Evidencia experimental
Un experimento de 1990 realizado por una estudiante graduada de Stanford, Elizabeth Newton, ilustró la maldición del conocimiento en los resultados de una tarea simple. Se pidió a un grupo de sujetos que "toquen" canciones conocidas con los dedos, mientras que otro grupo intentó nombrar las melodías. Cuando a los "tappers" se les pidió que pronosticaran cuántas de las canciones "intervenidas" serían reconocidas por los oyentes, siempre sobrestimaban. Aquí se demuestra la maldición del conocimiento ya que los "tappers" están tan familiarizados con lo que estaban tocando que supusieron que los oyentes reconocerían fácilmente la melodía.
Un estudio de Susan Birch y Paul Bloom con estudiantes de pregrado de Yale utilizó el concepto de maldición del conocimiento para explicar la idea de que la capacidad de las personas para razonar sobre las acciones de otra persona se ve comprometida por el conocimiento del resultado de un evento. La percepción que tenía el participante de la verosimilitud de un evento también mediaba el alcance del sesgo. Si el evento era menos plausible, el conocimiento no era tanto una "maldición" como cuando había una explicación potencial de la forma en que la otra persona podría actuar. Sin embargo, un estudio de replicación reciente encontró que este hallazgo no es confiablemente reproducible en siete experimentos de tamaños de muestra grandes, y el tamaño del efecto verdadero de este fenómeno debe ser menos de la mitad de lo reportado en los hallazgos originales. Por lo tanto, se sugiere que "la influencia de la verosimilitud en la maldición del conocimiento en adultos parece ser lo suficientemente pequeña como para que su impacto en la toma de decisiones en la vida real deba ser reevaluado".
Otros investigadores han vinculado la maldición del conocimiento con el razonamiento de creencias falsas tanto en niños como en adultos, así como las dificultades de desarrollo de la teoría de la mente en los niños.
Relacionado con este hallazgo está el fenómeno experimentado por los intérpretes de charadas: El actor puede encontrar frustrantemente difícil creer que sus compañeros de equipo siguen sin adivinar la frase secreta, conocida solo por el actor, transmitida por la pantomima.

## Trascendencia
En el artículo de Camerer, Loewenstein y Weber, se menciona que la configuración más cercana a la estructura de los experimentos de mercado sería la suscripción, una tarea en la que expertos bien informados valoran los bienes que se venden a un público menos informado. Los banqueros de inversión valoran los valores, los expertos prueban el queso, los compradores de las tiendas observan cómo se modela la joyería y los propietarios de los cines ven películas antes de ser lanzadas. Luego venden esos bienes a un público menos informado. Si sufren la maldición del conocimiento, los productos de alta calidad tendrán un precio demasiado alto y los productos de baja calidad serán subestimados en relación con los precios óptimos que maximicen las ganancias; los precios reflejarán las características (por ejemplo, calidad) que no son observables por los compradores desinformados.
La maldición del conocimiento tiene un efecto paradójico en estos entornos. Al hacer que los agentes mejor informados piensen que su conocimiento es compartido por otros, la maldición ayuda a aliviar las ineficiencias que resultan de las asimetrías de información de una parte mejor informada que tiene una ventaja en una situación de negociación. En tales entornos, la maldición del conocimiento sobre las personas puede mejorar realmente el bienestar social.

## Aplicaciones
Los economistas Camerer, Loewenstein y Weber aplicaron por primera vez el fenómeno de la maldición del conocimiento a la economía para explicar por qué y cómo la suposición de que los agentes mejor informados pueden anticipar con precisión los juicios de los agentes menos informados no es intrínsecamente cierta. También buscaron apoyar el hallazgo de que los agentes de ventas que están mejor informados sobre sus productos pueden, de hecho, estar en desventaja frente a otros agentes menos informados al vender sus productos. Se dice que la razón es que los agentes mejor informados no ignoran el conocimiento privilegiado que poseen y, por lo tanto, están "malditos" y no pueden vender sus productos a un valor que otros agentes ingenuos considerarían aceptable.
También se ha sugerido que la maldición del conocimiento podría contribuir a la dificultad de la enseñanza. La maldición del conocimiento significa que podría ser potencialmente ineficaz, si no dañino, pensar en cómo los estudiantes ven y aprenden desde la perspectiva del maestro en lugar de lo que han verificado los estudiantes. El maestro ya tiene el conocimiento de lo que está tratando de impartir, pero la forma en que se transmite el conocimiento puede no ser la mejor para aquellos que aun no tienen el conocimiento.